# عبدالعباس گویرو
عبدالعباس گویرو (انگلیسی: Abdoul Abass Guiro؛ زادهٔ ۱۹ اکتبر ۱۹۹۴) بازیکن فوتبال اهل بورکینافاسو است.
وی همچنین در تیم ملی فوتبال بورکینافاسو بازی کرده است.